# Heinrich Conrad Huch

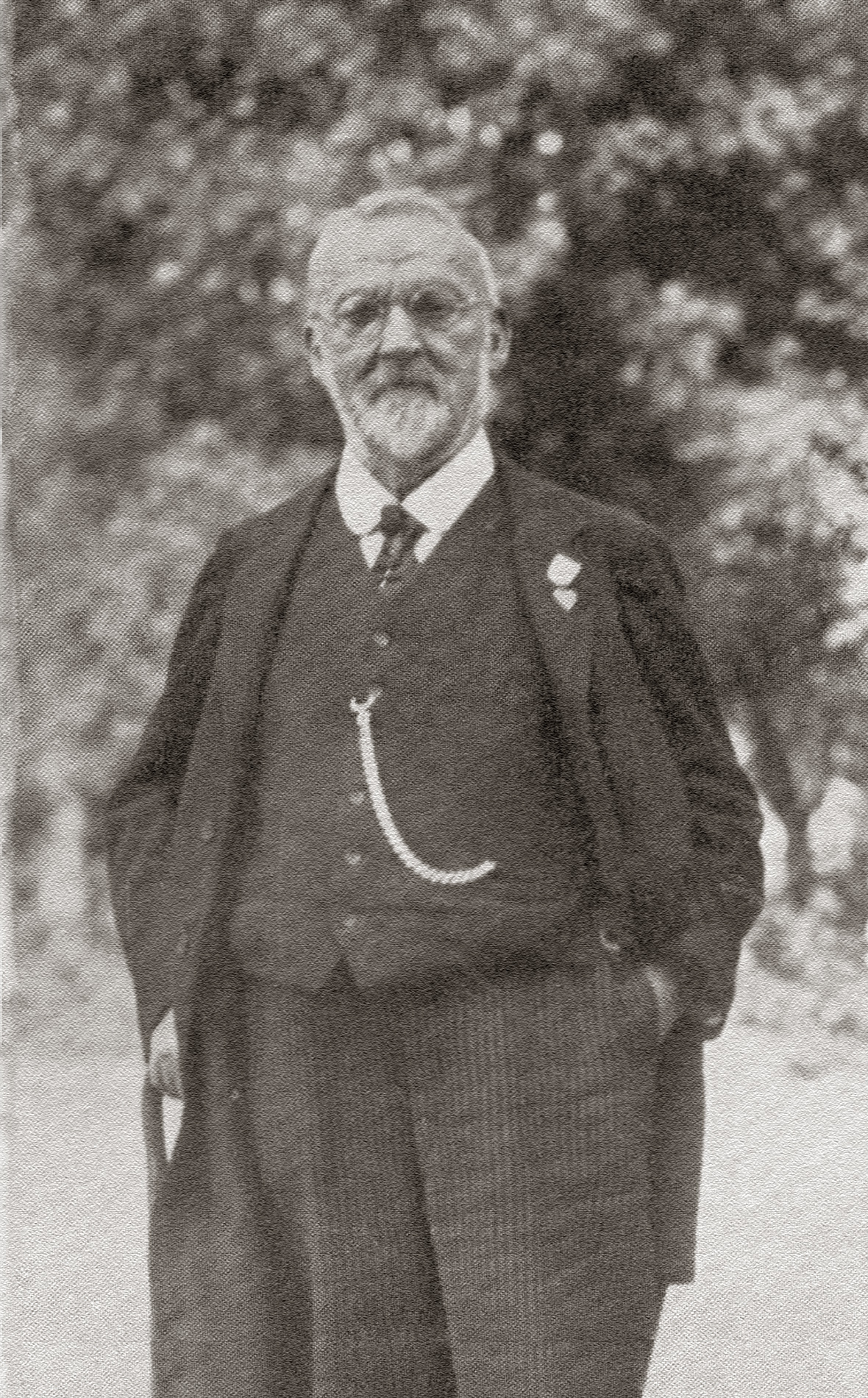
Huch 1928

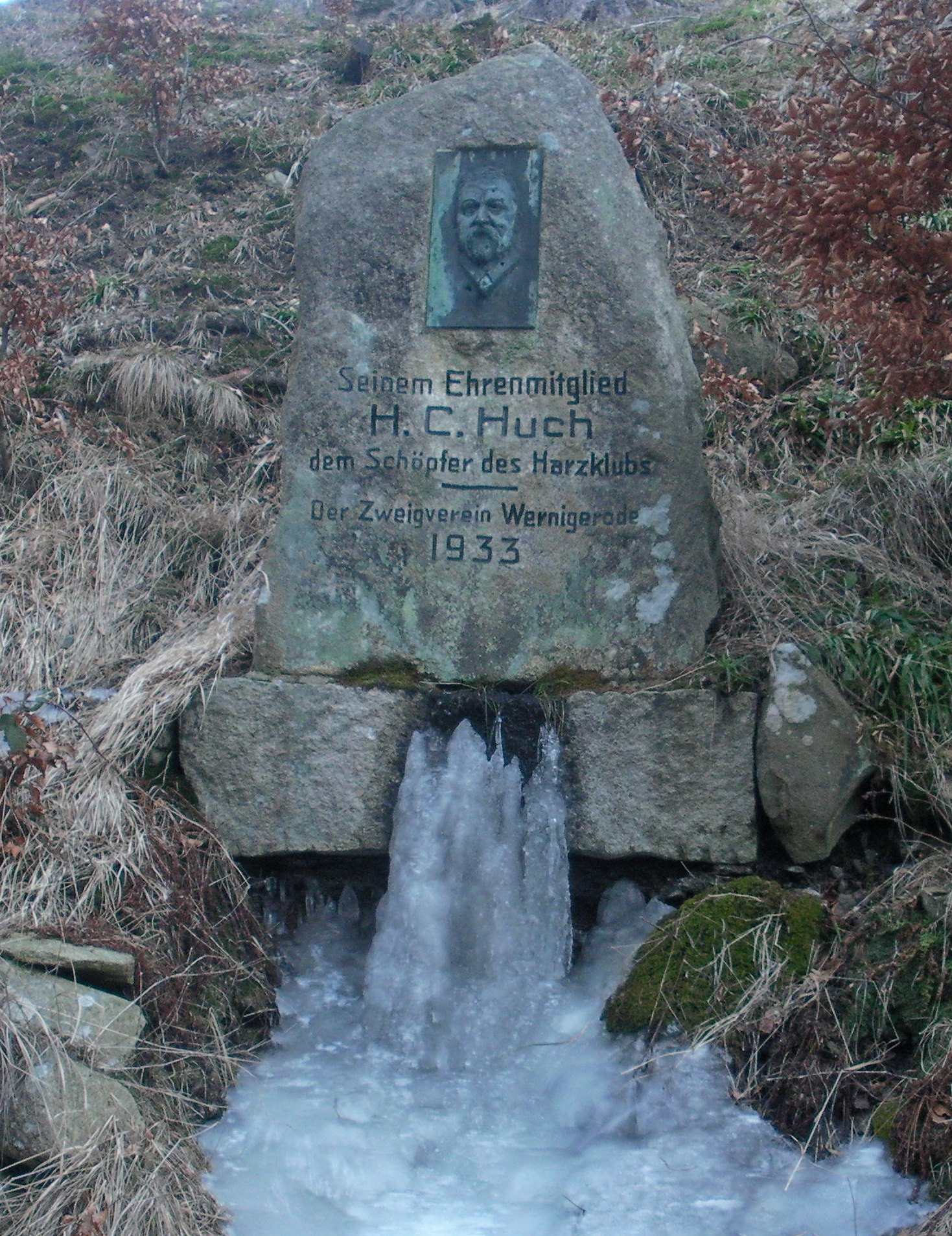
Denkmal für H. C. Huch im Tal der Steinernen Renne

Heinrich Conrad Huch (* 23. Dezember 1850 in Quedlinburg; † 26. Juni 1931 ebenda) war ein deutscher Verlagsbuchhändler und Gründer und Ehrenmitglied des Harzklubs.

## Leben
Der Quedlinburger Verlagsbuchhändler Huch machte sich in vielfacher Weise um das kulturelle Leben seiner Heimatstadt verdient, unter anderem durch die Neuordnung der Historischen Bibliothek der Stadt Quedlinburg und Erstellung eines Katalogs, die er als Mitglied des im Frühjahr 1893 gebildeten „Ausschusses für Kunst und Wissenschaft“ gemeinsam mit Professor Selmar Kleemann durchführte. Er betrieb seine Verlagsbuchhandlung im Haus Bockstraße 12 in Quedlinburg. Vor allem aber war er gemeinsam mit Bahndirektor Albert Schneider und Oberforstrat Carl Reuß Gründer des Harzklubs, dessen Hauptvorstand ihn später zum Ehrenmitglied ernannte. Huch war bis 1928 langjähriger Schriftführer des Vereins und Schriftleiter der Zeitschrift „Der Harz“. Er setzte sich maßgeblich für die Herausgabe eines umfassenden Kartenwerks über den Harz ein, die auf der Hauptversammlung in Roßla 1904 beschlossen wurde.

## Veröffentlichungen
- Verzeichnis der Sommerfrischen, Kur- u. Badeorte im Harz nebst Angaben über Winter-Verkehr (Hrsg., mit Max Hoffmann), 6. Aufl., Quedlinburg 1914